# Taian
Taian, Tajan o Tegan
(in croato Tajan) è un piccolo isolotto della Croazia, dell'arcipelago delle isole Elafiti, situato di fronte alla costa dalmata. Amministrativamente appartiene alla città di Ragusa (Dubrovnik) nella regione raguseo-narentana.

## Geografia
Taian è situato a nord dell'isola Liciniana, a sud est della penisola di Sabbioncello a nord-ovest di Ragusa. È separato dalla costa dalmata dal canale di Calamotta (Koločepski kanal) e si trova a sud-ovest di Slano. L'isola ha una superficie di 0,111 km², lo sviluppo costiero è di 1,41 km e l'altezza 75,6 m s.l.m.. Sul lato nord si trova un segnale luminso.

### Isole adiacenti
- Olipa, a ovest.
- Cerquina, a sud-est.
- Isola Liciniana (Jakljan), a sud.

### Cartografia
- (HR) Mappa topografica della Croazia 1:25000, su preglednik.arkod.hr. URL consultato il 27 febbraio 2017.
- G. Giani, Carta prospettiva delle Comuni censuarie della Dalmazia, foglio 12, 1839. Fondo Miscellanea cartografica catastale, Archivio di Stato di Trieste.
- Carta di cabottaggio del mare Adriatico, foglio XI, Milano, Istituto geografico militare, 1822-1824. URL consultato il 16 febbraio 2017 (archiviato dall'url originale il 13 aprile 2013).